# Caroline Danjuma
Caroline Danjuma, conocida anteriormente como Caroline Ekanem, es una actriz nigeriana. 

## Biografía
Caroline es la mayor de tres hijos, de padre escocés y madre nigeriana. Estudió gestión de protección ambiental, geografía y planificación regional en la Universidad de Calabar. Obtuvo un certificado de logros en comportamiento organizacional de la Edinburgh Business School en 2016.

## Carrera
Chico Ejiro, a través de Rita Dominic, la presentó en la industria cinematográfica nigeriana en la película de 2004 Deadly Care. Posteriormente protagonizó otras películas como Deadly Kiss (2004), Missing Angel (2004), The Captor (2006), Foreign Affairs, Real Love, The Twist, A Second Time y The Beast and the Angel. Su último proyecto en cine es Stalker de 2016, coprotagonizada por Jim Iyke y Nse Ikpe Etim. En agosto de 2017, una organización panafricana la honró por sus programas de promoción para el desarrollo de capacidades de jóvenes nigerianos.

## Vida personal
Su rostro se hizo menos frecuente en Nollywood después de su matrimonio con Musa Danjuma en 2007. La pareja tiene dos hijos y una hija; se separaron en 2016.

### Controversia de edad
Aunque la prensa local cita su año de nacimiento entre 1980 y 1981, ella ha declarado repetidamente que nació el 26 de junio de 1987.